# Volo Tara Air 193
Il volo Tara Air 193 era un collegamento passeggeri regionale da Pokhara a Jomsom, in Nepal. Il 24 febbraio 2016, otto minuti dopo il decollo, l'aereo che operava il volo, un de Havilland DHC-6-400 Twin Otter scomparve con 23 persone a bordo. Ore dopo, il relitto venne trovato vicino al villaggio di Dana, nel distretto di Myagdi. Nessun sopravvissuto. È il peggior incidente di Tara Air.

## L'aereo
Il DHC-6 Twin Otter Serie 400 era stato costruito nel 2012 da Viking Air con il numero di serie del produttore 926. Nel settembre 2015 fu consegnato a Tara Air e registrato come 9N-AHH.

## I passeggeri
Dei 20 passeggeri a bordo, 18 – inclusi 2 bambini – provenivano dal Nepal, uno era originario di Hong Kong e un altro del Kuwait.

## L'incidente
L'aereo decollò da Pokhara alle 7:50 ora locale. La durata normale del volo sulla rotta è di 18 minuti. Gli ufficiali della torre di controllo a Pokhara persero il contatto con il Twin Otter 10 minuti dopo il decollo; il relitto venne trovato a Tirkhe Dhunga, all'interno del distretto di Myagdi alle 13:25 da una squadra della polizia schierata dall'avamposto di polizia di Dana. Tara Air disse che le condizioni meteo sia nell'aeroporto di origine sia in quello di destinazione erano favorevoli.
Durante il volo il copilota aveva il controllo del velivolo, mentre il comandante supervisionava la strumentazione. Durante il viaggio il volo deviò a sinistra e salì a 12 000 piedi (3 700 m) per evitare le nuvole. Nell'area di Ghorepani, il Ground Proximity Warning System (GPWS) iniziò a suonare. L'aereo stava volando attraverso le nuvole in condizioni di scarsa visibilità. Per questo motivo iniziarono a scendere a quota 10 000 piedi (3 000 m), ma a 10 200 piedi (3 100 m) il GPWS suonò una seconda volta, però il comandante disse al primo ufficiale di non preoccuparsi. Il pilota più esperto era abituato a sentire gli avvertimenti del GPWS durante il volo, quindi era diventata un'abitudine ignorare i suoi avvertimenti. Circa un minuto prima dell'incidente il comandante prese i comandi e iniziò a salire. Il volo 193 colpì una montagna a 10 700 piedi (3 300 m) fermandosi a 10 982 piedi (3 347 m) vicino al villaggio di Dana, nel distretto di Myagdi. La rete per la sicurezza aerea indicò come probabile causa una perdita di consapevolezza situazionale una volta entrati nelle nuvole mentre volavano secondo le regole del volo a vista (VFR).
Per ore si cercò il luogo dello schianto tramite gli elicotteri, ma i soccorsi vennero rallentati dalle cattive condizioni meteorologiche, tra cui una nebbia piuttosto fitta e forti piogge. Trovarono il relitto in fiamme dopo l'impatto contro la montagna, con corpi carbonizzati visibili al suo interno. Bishwa Raj Khadka, il capo della polizia distrettuale, annunciò che il personale coinvolto nelle operazioni di recupero aveva recuperato 17 corpi dal luogo dell'incidente.

## Le indagini
Venne subito formata una commissione per indagare sull'incidente. Il relitto dell'aereo era stato trovato "in un'area di circa 200 metri", a Solighopte nel distretto di Myagdi, una parte della zona di Dhaulagiri.
Il rapporto finale dell'incidente è stato rilasciato dopo 1 anno e 5 mesi, la probabile causa era la seguente "La Commissione conclude che la causa probabile di questo incidente è stata il fatto che, nonostante le condizioni meteorologiche sfavorevoli, la ripetuta decisione dell'equipaggio di entrare nelle nuvole in condizioni VFR e la loro deviazione dalla rotta normale per via della perdita di consapevolezza situazionale aggravata dal disorientamento spaziale che hanno portato all'incidente".